# Muro dos Reformadores
O Muro dos Reformadores  ou Muro da Reformação, encontra-se em Genebra na Suíça dentro do Parque dos Bastiões ao qual se acede pela Praça Nova. É frequentemente confundido com o Museu Internacional da Reforma Protestante de Genebra.
Um baixo relevo, de cerca 100 m de comprimento e cinco de altura, foi construído contra as muralhas do século XVI que cercavam a cidade. Foi em 1909 ano da  celebração do nascimento de João Calvino e do 350 aniversário da fundação da Academia de Genebra, hoje a Universidade de Genebra, que começou a construção do monumento

## A Reforma
A Reforma Protestante influenciou a Suíça em geral e Genebra em particular, resumo:
- Berna favoreceu a introdução do novo ensino e dá liberdade aos pregadores reformadores Guilherme Farel e Antoine Froment,
- em 1511 a católica  Friburgo renunciou a sua lealdade com Genebra. Em 1532, o bispo católico da cidade foi obrigado a abandonar a sua residência, para nunca mais voltar.
- em 1536, o genebrinos declararam-se protestantes e proclamaram sua cidade uma república, a República de Genebra. O protestante João Calvino residiu em Genebra de 1536 até à sua morte em 1564 (excepto no período de seu exílio de 1538 a 1541) e tornou-se o líder espiritual da cidade. Genebra tornou-se um centro de actividade protestante, produzindo obras como o Saltério de Genebra, mesmo se  houve muitas tensões entre Calvino e as autoridades civis da cidade. Embora a cidade propriamente dita permanecesse um reduto protestante, uma grande parte da diocese histórica retornou ao catolicismo no início do século XVII.

## Os Reformadores
O monumento na sua parte central representa os quatro pioneiros da reforma Protestante vestidos com a capa de Genebra. Guilherme Farel (1489 - 1565) é um dos instigadores da Reforma em Genebra,  João Calvino (1509 - 1564) é a personagem chave desse movimento, Teodoro de Beza (1513 - 1605) foi reitor da Academia de Genebra e sucessor de Calvino e João Knox (1513 - 1572) foi o fundador do culto presbiteriano na Escócia. No pedestal onde se encontram estas estátuas está gravado o Cristograma: ΙΗΣ (Jesus Homem e Salvador). No monumento também se vê a divisa de Genebra : Post Tenebras Lux (Depois das trevas, a luz).

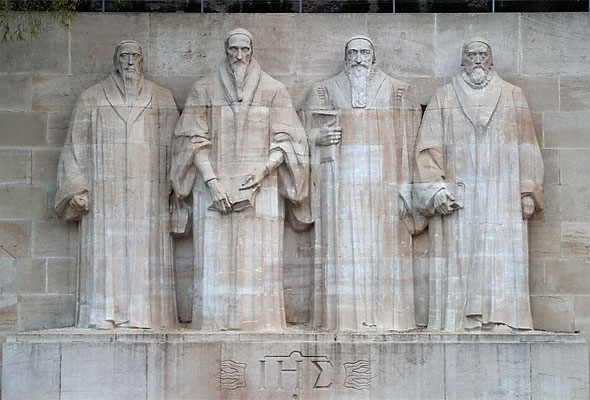
A partir da esquerda: Guilherme Farel, João Calvino, Teodoro de Beza e João Knox

De um lado e do outro das quatro figura estão representados as grandes figuras protestantes dos diferentes países calvinistas e outros temas fundadores do movimento :
- À esquerda; o almirante Gaspar II de Coligny (1519 – 1572) pela França, Guilherme I de Orange  (1533 – 1584) pela Holanda e Frederico Guilherme I de Brandemburgo (1620 – 1688), protector dos refugiados huguenotes pela Alemanha.
- À direita; Roger Williams (1603 – 1684) pela Nova Inglaterra, Oliver Cromwell  (1599 – 1658) pela Grã-Bretanha e Estêvão Bocskai (1557 – 1606) pela Hungria.
- Em cada extremidade; duas estelas lembram Martinho Lutero, uma das figuras centrais do protestantismo, e Ulrico Zuínglio, um dos homens que converteu a Suíça ao protestantismo. O reformador polonês Jan Laski também é celebrado no monumento.

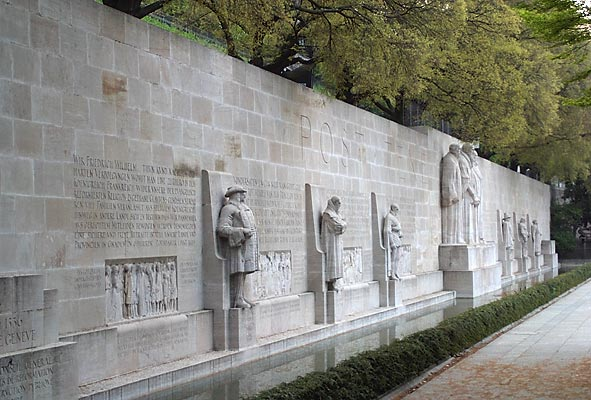
Vista de conjunto

## O Projeto
Depois de grandes debates relativos à localização do monumento finalmente opta-se pela localização actual que fica dentro do mesmo recinto onde se encontra a anterior Academia de Genebra, hoje reitoria e biblioteca da Universidade de Genebra. Depois do estudo de não menos do que 71 proposições, o que mostra o interesse que suscitou, foi aceite o projecto de quatro arquitectos suíços dos quais fazem parte Alphonse Laverrière e Jean Taillens e os escultores foram os franceses Paul Landowski et Henri Bouchard.
No dia 3 de Novembro de 2002 durante a festa da Reforma (festa da Reformação) gravaram-se na pedra do muro o nome dos outros três precursores da Reforma: Pierre Valdo, John Wyclif, Jan Huss e o da teóloga e historiadora de Reforma Marie Dentière.
O monumento está na origem de um poema escrito pelo poeta húngaro por Gyula Illyés em 1946 com o título Antes do Monumento da Reformação em Genebra.

## Nota importante
- O sítio Geneve-Tourismo só se refere a Mur des Réformateurs razão do uso desta forma e não o de Monumento Internacional da Reforma das outras wikis. Penso que o confusão provém da existência do Museu Internacional da Reforma Protestante de Genebra, e logo da má designação dada ao muro (16 Setembro 2010)
- «Association des amis de Henri Bouchard» (em francês)